# Marie Line
Mariline Maro, de son vrai nom Marie Line Marolany, née à Saint-Raphaël, est une chanteuse, auteur-compositrice-interprète française.

## Biographie

### Famille et enfance
Marie-Line Marolany est née à Saint-Raphaël dans le Var, de parents martiniquais. 
Avec un père saxophoniste, elle a commencé très jeune à chanter dans le groupe de ses frères, Marché Noir . 

### Carrière
Ensuite, elle multiplie ses apparitions auprès de grands artistes musiciens : Jacques Higelin, Yannick Noah, Richard Gotainer, Femi Kuti, Salif Keïta, Angélique Kidjo.
Son premier album Youknow aux dimensions méditatives est caractéristique de son style Afro pop, soul et jazz.
En 1996, elle est l'une des interprètes de la B.O. du film Les Caprices d'un fleuve de Bernard Giraudeau. Elle y interprète a cappella la chanson « Cibiir Keur ».
Début 1998, elle est choisie en interne par France 2 pour représenter la France au Concours Eurovision de la chanson 1998 avec la chanson Où aller qu'elle a co-écrite et composée avec Jean-Philippe Dary, Moïse Crespy et Micael Sene. Le 9 mai 1998, lors de la finale du concours à Birmingham (Royaume-Uni), elle passe sur la scène en troisième position accompagnée de ses musiciens, et de deux choristes, et sous la direction du chef d'orchestre Martin Koch. Au terme du vote final, elle se classe 24e sur 25.
Par la suite Mariline a participé aux bandes originales des films Cuisine américaine (1998), Agathe Cléry (2008), Gainsbourg, vie héroïque (2010).